# Steps (album)
Steps is het tweede album van Sieges Even, uitgebracht in 1990 door Steamhammer / SPV.

## Track listing
1. "Alba" - 0:35
2. "Epitome" - 4:02
3. "Apotheosis" - 6:53
4. "Seasons of Seclusion (The Prison)" - 4:49
5. "An Essay of Relief (A Tangerine Dream)" - 2:52
6. "Disintegration of Lasting Hope" - 6:25
7. "Elegy (Window of Perception)" - 0:50
8. "Steps" - 4:08
9. "Corridors" - 6:48
10. "The Vacuum Tube Processor" - 4:51
11. "An Act of Acquiescence" - 7:15
12. "Anthem Chapter I" - 4:35
13. "Anthem Chapter II" - 1:47

## Band
- Franz Herde - Zanger
- Markus Steffen - Gitarist
- Oliver Holzwarth - Bassist
- Alex Holzwarth - Drummer